# Burros Blancos Zacatenco
Los Burros Blancos es un equipo mexicano de fútbol americano colegial del Instituto Politécnico Nacional (IPN), con sede en la Ciudad de México dentro de las instalaciones de Zacatenco en la delegación Gustavo A. Madero.
Compiten en la Conferencia Jacinto Licea de la Organización Nacional Estudiantil de Fútbol Americano (ONEFA), junto a grandes equipos de diversas instituciones de educación, de diversas regiones del país. 
El equipo nace el 4 de julio de 2006 con el nombre de Burros Blancos y era la continuación del extinto equipo de los Pieles Rojas que debido a la reestructuración dentro del politécnico tuvo que cambiar de nombre. Inicio en la Conferencia Nacional de la ONEFA, para 2008 dos años después de su creación llegó el campeonato de la conferencia nacional y con ello logró el ascenso a la conferencia grande.
Diez años después llegó a su primera final en la confrencia grande, en contra de los Auténticos Tigres de la UANL, la cual perdieron por tres puntos, un año después volvieron a llegar a una final, esta vez logrando ganarla en tiempos extra, en contra de las Águilas Blancas en un Estadio de la Ciudad de los Deportes lleno.
Sus encuentros se llevan a cabo en el mítico Estadio Wilfrido Massieu dentro de las instalaciones de la unidad en Zacatenco.

## Historia
En 2004 juegan su última temporada los Pieles Rojas en la Liga Mayor y para el 2006 se reestructura el fútbol americano del Politécnico en las instalaciones del Politecnico en Zacatenco, formándose un solo equipo, el de los Burros Blancos dentro de la Conferencia Nacional de la ONEFA. Se pretendió también desaparecer a las Águilas Blancas y renacer a los Burros Blancos originales del Casco de Santo Tomás, como tiempo atrás habían reaparecido los Pumas CU de la UNAM; pero cuerpo técnico, jugadores y afición de las Águilas Blancas impidieron el cambio, concretándose solamente la fundación de los Burros Blancos de Zacatenco. En 2007, obtuvieron el campeonato de la Conferencia Nacional con lo que ascenderían a la Conferencia de los Doce Grandes para 2008. Con la creación de la Conferencia del Centro, finalmente participaron en 2008 en ésta con un papel decoroso, no pudieron pasar a los playoffs debido a su derrota frente a los Frailes UT, a pesar de que ambos obtuvieron el mismo récord de 4-4.

### Liga Mayor ONEFA

#### Conferencia Nacional
El equipo inicio en la conferencia nacional en el 2006 teniendo destacados papeles y para la temporada 2007 llegarían al campeonato, logrando su ansiado ascenso.

#### Conferencia Centro
El equipo ascendió a la conferencia grande, pero ese año dentro de la ONEFA hubo un reajuste en la competencia, creándose diversas conferencias, en la cual Burros Blancos quedó en la conferencia centro, junto a equipos como Águilas Blancas, Pumas CU y Acatlán así como Frailes. Jugaban en la Unidad Cuahutemoc en Naucalpan, Estado de México. En su primera temporada el equipo terminó con un récord de 4-5 quedando fuera de playoffs. y para las temporadas 2009 y 2010 nuevamente quedaría fuera de playoffs.
Para la temporada 2011 llegarían por primera vez a playoffs, dando un gran juego de visita en CU, cayeron frente a los Pumas 38-35

#### Conferencia 8 Grandes
Para la Temporada 2012 hay una nueva reestructura en ONEFA creándose la conferencia 8 Grandes, en la que fuera su primera temporada quedó con un récord de 4-4 quedando fuera de playoffs, lo mismo sucedería en la temporada siguiente ahora con un récord de 3-5 nuevamente fuera de playoffs.
Para la temporada 2014 nuevamente llegarían a playoffs con un récord de 4-3, sembrado en el número cuatro, jugando nuevamente contra los Pumas CU en el estadio olímpico, nuevamente cayendo 34-10.

#### Conferencia Verde y Blanco
Para la Temporada 2015 hay una nueva reestructura en ONEFA creándose la conferencia Verde y blanca la cual solo competirían hasta playoffs, esa temporada Burros Blancos tuvo un récord de 3-4 quedando otra vez fuera de playoffs, que también se repetiría para el año siguiente ahora con un récord 4-5, en el que hubo juegos interligas con la CONADEIP.

#### Conferencia Verde ("Jacinto Licea")
Para la Temporada 2017 hay una nueva reestructura en ONEFA separando la conferencia verde de la blanca teniendo dos campeones. En esta temporada el equipo regreso a playoffs con un récord de 4-4, enfrentándose nuevamente a los Pumas CU en el estadio Olímpico, volviendo a caer 23-19.
Para la temporada siguiente el equipo haría historia al llegar a su primera final dentro de la división uno del campeonato, teniendo un récord de 6-2 sembrado en el 3.er lugar enfrentaría nuevamente a los Pumas CU en el estadio Olímpico Universitario, esta vez sorprendiendo a todos al ganar por primera vez a los pumas y dejándolos fuera de la gran final.
En la gran final enfrentaron a los Auténticos Tigres en la ciudad de Monterrey, en un juego dramático en el que terminaron cayendo solo por 3 puntos, fallando un gol de campo que pudo haber sido los tiempos extra.
En la temporada 2019 los Burros Blancos harían historia al quedar en primer lugar del standing con un récord de 6-1, asegurándose los jugos de local en playoffs, derrotando a los Leones de la Anáhuac en semifinales 31-16, para acceder nuevamente a la gran final, esta vez en contra de las Águilas Blancas igualmente del IPN, debido a la gran convocatoria del juego se optó por hacer el juego en el estadio de la ciudad de los deportes, en estadio lleno los Burros Blancos se coronarían por primera vez en su historia en la división 1 de la competencia, ganando en tiempos extra 24-17.

#### Conferencia Verde
Para la Temporada 2020 hay una nueva reestructura en ONEFA, reintegrandose los equipos de la CONADEIP para volver a competir juntos, proclamándose un solo campeón Nacional.

## Estadísticas
| Campeonato Nacional | Campeonato de Conferencia |

| Temporada | 1.º Entrenador     | Conferencia    | Pos. Conf. | Pos. Gpo. | Ganados | Perdidos | Postemporada                                   |
| --------- | ------------------ | -------------- | ---------- | --------- | ------- | -------- | ---------------------------------------------- |
| 2006      | Ernesto Alfaro     | Nacional       | —          | 3.º       | 4       | 3        | Perdió en semifinales                          |
| 2007      | Ernesto Alfaro     | Nacional       | —          | 2.º       | 5       | 3        | Campeón frente a Pumas Acatlán Logra ascender  |
| 2008      | Ernesto Alfaro     | Centro         | —          | 5.º       | 4       | 4        |                                                |
| 2009      | Ernesto Alfaro     | Centro         | —          | 5.º       | 3       | 5        |                                                |
| 2010      | Ernesto Alfaro     | Centro         | —          | 6to       | 4       | 4        |                                                |
| 2011      | Ernesto Alfaro     | Centro         | —          | 3.º       | 6       | 2        | Perdió Semifinal ante Pumas CU 35–38           |
| 2012      | Ernesto Alfaro     | 8 Grandes      | —          | 5.º       | 4       | 4        |                                                |
| 2013      | Ernesto Alfaro     | 8 Grandes      | —          | 5.º       | 5       | 3        |                                                |
| 2014      | Ernesto Alfaro     | 8 Grandes      | —          | 4.º       | 4       | 3        | Perdió Semifinal ante Pumas CU 10–34           |
| 2015      | Ernesto Alfaro     | Verde y Blanco | —          | 5.º       | 3       | 4        |                                                |
| 2016      | Ernesto Alfaro     | Verde y Blanco | —          | 5.º       | 4       | 5        |                                                |
| 2017      | Ernesto Alfaro     | Verde          | —          | 4.º       | 4       | 4        | Perdió Semifinal ante Pumas CU 19–23           |
| 2018      | Francisco Chaparro | Verde          | —          | 3.º       | 6       | 2        | Perdió la final ante Auténticos Tigres 20–27   |
| 2019      | Agustín López      | Verde          | —          | 1.º       | 6       | 1        | Campeón frente a Águilas Blancas ganando 24-17 |

## Rivalidades

### Burros Blancos  Vs Águilas Blancas
Es la gran rivalidad dentro del instituto, siempre por ser el mejor equipo representativo

### Burros Blancos  Vs Pumas CU
El clásico Poli UNAM siempre existirá cada que los equipos representativos de estas instituciones se enfrenten